# Historique du parcours européen et international du Paris Saint-Germain
Dernière mise à jour : 13 août 2025.
Le Paris Saint-Germain Football Club est un club de football professionnel français basé à Paris et fondé en 1970. Cet article retrace l'historique des campagnes européennes et internationales du PSG depuis sa fondation et sa première participation à une compétition européenne en 1982.
Le club de la capitale commence son parcours européen dans les années 1980 avec six participations à la Coupe des vainqueurs de coupe, compétition qu'il remporta en 1996 face au Rapid Vienne. Dès lors, il se qualifiera régulièrement pour les coupes organisées par l'UEFA avec neuf participations à la Coupe UEFA à partir de 1984, devenue Ligue Europa depuis 2009. Durant les années 1990, le club s'est installé parmi les meilleurs formations européennes en réussissant à atteindre cinq demi-finales européennes consécutives. Le PSG participe également à la finale de la Supercoupe de l'UEFA 1996 face à la Juventus grâce à sa victoire la même année en C2.
Depuis sa fondation en 1970, le Paris Saint-Germain a participé à dix-huit campagnes de Ligue des champions de l'UEFA. Dès sa première participation à la compétition, le PSG avait atteint la demi-finale face au Milan AC,. Depuis les années 2010, fort de l'ambition de ses nouveaux dirigeants, le club fait de cette compétition une priorité. Le PSG arrive notamment à atteindre 4 demi-finales de Ligue des champions dans les années 2020, compétition qu'il remporte finalement en 2025 face à l'Inter Milan.  

## Parcours par saison
| Année     | Coupe d'Europe                         | Résultat                  |
| --------- | -------------------------------------- | ------------------------- |
| 1982-1983 | Coupe d'Europe des vainqueurs de coupe | Quart de finale           |
| 1983-1984 | Coupe d'Europe des vainqueurs de coupe | Huitième de finale        |
| 1984-1985 | Coupe UEFA                             | Seizième de finale        |
| 1985-1986 | Aucune participation                   | n/a                       |
| 1986-1987 | Coupe des clubs champions              | Premier tour              |
| 1987-1988 | Aucune participation                   | n/a                       |
| 1988-1989 | Aucune participation                   | n/a                       |
| 1989-1990 | Coupe UEFA                             | Seizième de finale        |
| 1990-1991 | Aucune participation                   | n/a                       |
| 1991-1992 | Aucune participation                   | n/a                       |
| 1992-1993 | Coupe UEFA                             | Demi-finale               |
| 1993-1994 | Coupe d'Europe des vainqueurs de coupe | Demi-finale               |
| 1994-1995 | Ligue des champions                    | Demi-finale               |
| 1995-1996 | Coupe d'Europe des vainqueurs de coupe | Vainqueur                 |
| 1996      | Supercoupe d'Europe                    | Finale                    |
| 1996-1997 | Coupe d'Europe des vainqueurs de coupe | Finale                    |
| 1997-1998 | Ligue des champions                    | Phase de groupes          |
| 1998-1999 | Coupe d'Europe des vainqueurs de coupe | Seizième de finale        |
| 1999-2000 | Aucune participation                   | n/a                       |
| 2000-2001 | Ligue des champions                    | Seconde phase de groupes  |
| 2001      | Coupe Intertoto                        | Vainqueur                 |
| 2001-2002 | Coupe UEFA                             | Seizième de finale        |
| 2002-2003 | Coupe UEFA                             | Seizième de finale        |
| 2003-2004 | Aucune participation                   | n/a                       |
| 2004-2005 | Ligue des champions                    | Phase de groupes          |
| 2005-2006 | Aucune participation                   | n/a                       |
| 2006-2007 | Coupe UEFA                             | Huitième de finale        |
| 2007-2008 | Aucune participation                   | n/a                       |
| 2008-2009 | Coupe UEFA                             | Quart de finale           |
| 2009-2010 | Aucune participation                   | n/a                       |
| 2010-2011 | Ligue Europa                           | Huitième de finale        |
| 2011-2012 | Ligue Europa                           | Phase de groupes          |
| 2012-2013 | Ligue des champions                    | Quart de finale           |
| 2013-2014 | Ligue des champions                    | Quart de finale           |
| 2014-2015 | Ligue des champions                    | Quart de finale           |
| 2015-2016 | Ligue des champions                    | Quart de finale           |
| 2016-2017 | Ligue des champions                    | Huitième de finale        |
| 2017-2018 | Ligue des champions                    | Huitième de finale        |
| 2018-2019 | Ligue des champions                    | Huitième de finale        |
| 2019-2020 | Ligue des champions                    | Finale                    |
| 2020-2021 | Ligue des champions                    | Demi-finale               |
| 2021-2022 | Ligue des champions                    | Huitième de finale        |
| 2022-2023 | Ligue des champions                    | Huitième de finale        |
| 2023-2024 | Ligue des champions                    | Demi-finale               |
| 2024-2025 | Ligue des champions                    | Vainqueur                 |
| 2024-2025 | Coupe du monde des clubs               | Finale                    |
| 2025-2026 | Supercoupe d'Europe                    | Vainqueur                 |
| 2025-2026 | Coupe Intercontinentale                | Finale (en cours)         |
| 2025-2026 | Ligue des champions                    | Phase de Ligue (en cours) |

### Années 1980

#### 1982-1983
Coupe d'Europe des vainqueurs de coupe :
Lors de la saison 1982-1983, le Paris Saint-Germain joue sa première saison en coupe européenne grâce à sa victoire en coupe de France la saison précédente.
Les Parisiens jouent leur premier match contre le club bulgare du DFS Lokomotiv Sofia.
Phase finale
|   | Tour               | Club                | Aller | Total | Retour  | Club       |   |
| - | ------------------ | ------------------- | ----- | ----- | ------- | ---------- | - |
| 1 | Seizième de finale | DFS Lokomotiv Sofia | 1 - 0 | 2 - 5 | 1 - 5   | Paris SG   | 2 |
| 3 | Huitième de finale | Swansea AFC         | 0 - 1 | 0 - 3 | 0 - 2   | Paris SG   | 4 |
| 5 | Quart de finale    | Paris SG            | 2 - 0 | 2 - 3 | 0 - 3ap | Waterschei | 6 |

#### 1983-1984
Coupe d'Europe des vainqueurs de coupe :
Phase finale
|   | Tour               | Club         | Aller | Total  | Retour | Club     |    |
| - | ------------------ | ------------ | ----- | ------ | ------ | -------- | -- |
| 7 | Seizième de finale | Glentoran FC | 1 - 2 | 2 - 4  | 1 - 2  | Paris SG | 8  |
| 9 | Huitième de finale | Paris SG     | 2 - 2 | 2 - 2E | 0 - 0  | Juventus | 10 |

#### 1984-1985
Coupe UEFA :
Phase finale
|    | Tour                       | Club     | Aller | Total | Retour | Club                   |    |
| -- | -------------------------- | -------- | ----- | ----- | ------ | ---------------------- | -- |
| 11 | Trente-deuxièmes de finale | Paris SG | 4 - 0 | 6 - 2 | 2 - 2  | Heart of Midlothian FC | 12 |
| 13 | Seizième de finale         | Paris SG | 2 - 4 | 2 - 5 | 0 - 1  | Videoton FC            | 14 |

#### 1986-1987
Coupe des clubs champions :
Phase finale
|    | Tour         | Club     | Aller | Total | Retour | Club         |    |
| -- | ------------ | -------- | ----- | ----- | ------ | ------------ | -- |
| 15 | Premier tour | Paris SG | 2 - 2 | 2 - 3 | 0 - 1  | FC Vítkovice | 16 |

#### 1989-1990
Coupe UEFA :
Phase finale
|    | Tour                       | Club     | Aller | Total | Retour | Club     |    |
| -- | -------------------------- | -------- | ----- | ----- | ------ | -------- | -- |
| 17 | Trente-deuxièmes de finale | FC Lahti | 0 - 0 | 2 - 3 | 2 - 3  | Paris SG | 18 |
| 19 | Seizième de finale         | Paris SG | 0 - 1 | 1 - 3 | 1 - 2  | Juventus | 20 |

### Années 1990

#### 1992-1993
Coupe UEFA :
Phase finale
|    | Tour                       | Club           | Aller | Total  | Retour | Club           |    |
| -- | -------------------------- | -------------- | ----- | ------ | ------ | -------------- | -- |
| 21 | Trente-deuxièmes de finale | Paris SG       | 2 - 0 | 5 - 0  | 3 - 0* | PAOK Salonique | 22 |
| 23 | Seizième de finale         | SSC Naples     | 0 - 2 | 0 - 2  | 0 - 0  | Paris SG       | 24 |
| 25 | Huitième de finale         | Paris SG       | 0 - 0 | E1 - 1 | 1 - 1  | RSC Anderlecht | 26 |
| 27 | Quart de finale            | Real Madrid CF | 3 - 1 | 4 - 5  | 1 - 4  | Paris SG       | 28 |
| 29 | Demi-finale                | Juventus       | 2 - 1 | 3 - 1  | 1 - 0  | Paris SG       | 30 |

* Match arrêté à 2-0 pour le PSG qui gagne 3-0 sur tapis vert

#### 1993-1994
Coupe d'Europe des vainqueurs de coupe :
Phase finale
|    | Tour               | Club           | Aller | Total | Retour | Club                  |    |
| -- | ------------------ | -------------- | ----- | ----- | ------ | --------------------- | -- |
| 31 | Seizième de finale | APOEL Nicosie  | 0 - 1 | 0 - 3 | 0 - 2  | Paris SG              | 32 |
| 33 | Huitième de finale | Paris SG       | 4 - 0 | 6 - 0 | 2 - 0  | Universitatea Craiova | 34 |
| 35 | Quart de finale    | Real Madrid CF | 0 - 1 | 1 - 2 | 1 - 1  | Paris SG              | 36 |
| 37 | Demi-finale        | Paris SG       | 1 - 1 | 1 - 2 | 0 - 1  | Arsenal FC            | 38 |

#### 1994-1995
Ligue des champions :
|    | Tour              | Club           | Aller | Total | Retour | Club            |    |
| -- | ----------------- | -------------- | ----- | ----- | ------ | --------------- | -- |
| 39 | Tour préliminaire | Paris SG       | 3 - 0 | 5 - 1 | 2 - 1  | Váci FC Samsung | 40 |
| 41 | Groupe B : J1/J5  | Paris SG       | 2 - 0 | 3 - 0 | 1 - 0  | Bayern Munich   | 45 |
| 42 | Groupe B : J2/J6  | Spartak Moscou | 1 - 4 | 2 - 6 | 1 - 2  | Paris SG        | 46 |
| 43 | Groupe B : J3/J4  | Dynamo Kiev    | 1 - 2 | 1 - 3 | 0 - 1  | Paris SG        | 44 |
| 47 | Quart de finale   | FC Barcelone   | 1 - 1 | 2 - 3 | 1 - 2  | Paris SG        | 48 |
| 49 | Demi-finale       | Paris SG       | 0 - 1 | 0 - 3 | 0 - 2  | AC Milan        | 50 |

#### 1995-1996
Coupe d'Europe des vainqueurs de coupe :

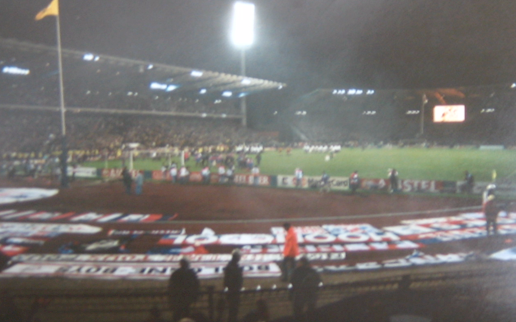
1996 — PSG vs Rapid Vienne (1-0). Finale de la C2 à Bruxelles.

|    | Tour               | Club                 | Aller | Total  | Retour | Club           |    |
| -- | ------------------ | -------------------- | ----- | ------ | ------ | -------------- | -- |
| 51 | Seizième de finale | Molde FK             | 2 - 3 | 2 - 6  | 0 - 3  | Paris SG       | 52 |
| 53 | Huitième de finale | Paris SG             | 1 - 0 | 4 - 0  | 3 - 0  | Celtic Glasgow | 54 |
| 55 | Quart de finale    | Parme FC             | 1 - 0 | 2 - 3  | 1 - 3  | Paris SG       | 56 |
| 57 | Demi-finale        | Deportivo La Corogne | 0 - 1 | 0 - 2  | 0 - 1  | Paris SG       | 58 |
| 59 | Finale             | Paris SG             | -     | 1 - 0* | -      | Rapid Vienne   | -  |

* Match disputé à Bruxelles.

#### 1996-1997
Supercoupe de l'UEFA :

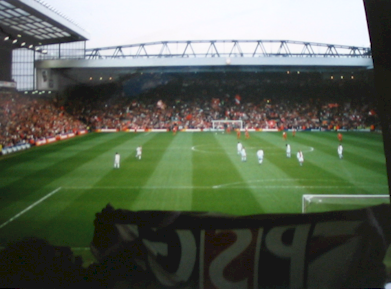
1997 — Liverpool FC vs PSG (2-0). Demi-finale retour de C2 à Anfield.

Le PSG, vainqueur de la Coupe d'Europe des vainqueurs de coupes en 1996, affronte la Juventus, vainqueur de la Ligue des champions la même année.

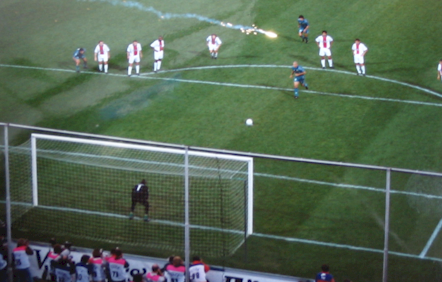
1997 — FC Barcelone vs PSG (1-0). Finale de la C2 au stade De Kuip

|    | Tour   | Club     | Aller  | Total | Retour | Club     |    |
| -- | ------ | -------- | ------ | ----- | ------ | -------- | -- |
| 64 | Finale | Paris SG | 1 - 6* | 2 - 9 | 1 - 3* | Juventus | 65 |

* Matchs disputés en janvier 1997.

Coupe d'Europe des vainqueurs de coupe :
|    | Tour               | Club         | Aller | Total  | Retour | Club         |    |
| -- | ------------------ | ------------ | ----- | ------ | ------ | ------------ | -- |
| 60 | Seizième de finale | FC Vaduz     | 0 - 4 | 0 - 7  | 0 - 3  | Paris SG     | 61 |
| 62 | Huitième de finale | Galatasaray  | 4 - 2 | 4 - 6  | 0 - 4  | Paris SG     | 63 |
| 66 | Quart de finale    | Paris SG     | 0 - 0 | 3 - 0  | 3 - 0  | AEK Athènes  | 67 |
| 68 | Demi-finale        | Paris SG     | 3 - 0 | 3 - 2  | 0 - 2  | Liverpool FC | 69 |
| 70 | Finale             | FC Barcelone | -     | 1 - 0* | -      | Paris SG     | -  |

* Match joué à Rotterdam.

#### 1997-1998
Ligue des champions :
|    | Tour              | Club            | Aller  | Total | Retour | Club         |    |
| -- | ----------------- | --------------- | ------ | ----- | ------ | ------------ | -- |
| 71 | Tour préliminaire | Steaua Bucarest | 3 - 0* | 3 - 5 | 0 - 5  | Paris SG     | 72 |
| 73 | Groupe E : J1/J5  | Paris SG        | 3 - 0  | 4 - 0 | 1 - 0  | IFK Göteborg | 76 |
| 74 | Groupe E : J2/J6  | Beşiktaş        | 3 - 1  | 4 - 3 | 1 - 2  | Paris SG     | 77 |
| 75 | Groupe E : J3/J4  | Bayern Munich   | 5 - 1  | 6 - 4 | 1 - 3  | Paris SG     | 78 |

* Battu 3-2 sur le terrain, le PSG écopa d'une défaite 3-0 sur tapis vert pour avoir fait jouer un joueur suspendu (Laurent Fournier).
| Rang | Équipe        | Pts | J | G | N | P | Bp | Bc | Diff |  | Résultats (▼ dom., ► ext.) |     |     |     |     |
| ---- | ------------- | --- | - | - | - | - | -- | -- | ---- |  | -------------------------- | --- | --- | --- | --- |
| 1    | Bayern Munich | 12  | 6 | 4 | 0 | 2 | 13 | 6  | +7   |  | Bayern Munich              |     | 5-1 | 2-0 | 0-1 |
| 2    | Paris SG      | 12  | 6 | 4 | 0 | 2 | 11 | 10 | +1   |  | Paris SG                   | 3-1 |     | 2-1 | 3-0 |
| 3    | Beşiktaş      | 6   | 6 | 2 | 0 | 4 | 6  | 9  | -3   |  | Beşiktaş                   | 0-2 | 3-1 |     | 1-0 |
| 4    | IFK Göteborg  | 6   | 6 | 2 | 0 | 4 | 4  | 9  | -5   |  | IFK Göteborg               | 1-3 | 0-1 | 2-1 |     |

En cas d'égalité, le goal average particulier départage les équipes ex aequo. Au cours de cette phase, le Bayern Munich devance le Paris SG grâce un score cumulé de 6-4.
Les deux meilleurs « deuxièmes »
La phase de poules est composée de six groupes. Les deux meilleurs deuxièmes accèdent à la phase finale. Troisième meilleur deuxième, le Paris SG est éliminé.
| Rang | Équipe           | Pts | J | G | N | P | Bp | Bc | Diff |
| ---- | ---------------- | --- | - | - | - | - | -- | -- | ---- |
| 1    | Bayer Leverkusen | 13  | 6 | 4 | 1 | 1 | 11 | 7  | +4   |
| 2    | Juventus         | 12  | 6 | 4 | 0 | 2 | 12 | 8  | +4   |
| 3    | Paris SG         | 12  | 6 | 4 | 0 | 2 | 11 | 10 | +1   |
| 4    | Rosenborg        | 11  | 6 | 3 | 2 | 1 | 13 | 8  | +5   |
| 5    | PSV Eindhoven    | 9   | 6 | 2 | 3 | 1 | 9  | 8  | +1   |
| 6    | Parme            | 9   | 6 | 2 | 3 | 1 | 6  | 5  | +1   |

#### 1998-1999
Coupe d'Europe des vainqueurs de coupe :
|    | Tour               | Club     | Aller | Total | Retour | Club          |    |
| -- | ------------------ | -------- | ----- | ----- | ------ | ------------- | -- |
| 79 | Seizième de finale | Paris SG | 1 - 1 | 3 - 4 | 2 - 3  | Maccabi Haïfa | 80 |

### Années 2000

#### 2000-2001

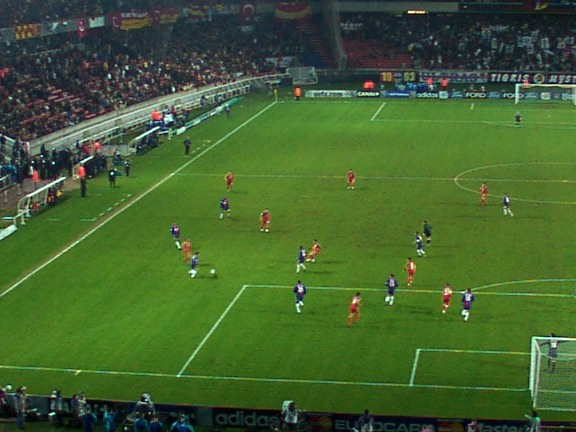
2001 — PSG vs Galatasaray (2-0) 6e journée de Ligue des champions au Parc des Princes.

Ligue des champions :
|    | Tour                             | Club         | Aller | Total | Retour | Club            |    |
| -- | -------------------------------- | ------------ | ----- | ----- | ------ | --------------- | -- |
| 81 | Première phase, groupe F : J1/J5 | Rosenborg BK | 3 - 1 | 5 - 8 | 2 - 7  | Paris SG        | 85 |
| 82 | Première phase, groupe F : J2/J6 | Paris SG     | 4 - 1 | 5 - 2 | 1 - 1  | Helsingborgs IF | 86 |
| 83 | Première phase, groupe F : J3/J4 | Paris SG     | 1 - 0 | 1 - 2 | 0 - 2  | Bayern Munich   | 84 |
| 87 | Seconde phase, groupe B : J1/J5  | Paris SG     | 1 - 3 | 4 - 7 | 3 - 4  | La Corogne      | 91 |
| 88 | Seconde phase, groupe B : J2/J6  | Galatasaray  | 1 - 0 | 1 - 2 | 0 - 2  | Paris SG        | 92 |
| 89 | Seconde phase, groupe B : J3/J4  | Milan AC     | 1 - 1 | 2 - 2 | 1 - 1  | Paris SG        | 90 |

#### 2001-2002
Coupe Intertoto :
|    | Tour           | Club              | Aller  | Total  | Retour | Club         |     |
| -- | -------------- | ----------------- | ------ | ------ | ------ | ------------ | --- |
| 93 | Deuxième tour  | Paris SG          | 3 - 0* | 7 - 1  | 4 - 1  | FC Jazz Pori | 94  |
| 95 | Troisième tour | Tavria Simferopol | 0 - 1  | 0 - 5  | 0 - 4* | Paris SG     | 96  |
| 97 | Demi-finale    | KAA La Gantoise   | 0 - 0  | 1 - 7  | 1 - 7  | Paris SG     | 98  |
| 99 | Finale         | Paris SG          | 0 - 0  | 1E - 1 | 1 - 1  | Brescia      | 100 |

* Matchs joués à Toulouse (Parc des Princes suspendu).
Coupe UEFA :
|     | Tour               | Club            | Aller | Total                 | Retour | Club           |     |
| --- | ------------------ | --------------- | ----- | --------------------- | ------ | -------------- | --- |
| 101 | Premier tour       | Paris SG        | 0 - 0 | 3 - 0                 | 3* - 0 | Rapid Bucarest | 102 |
| 103 | Deuxième tour      | Paris SG        | 4 - 0 | 6 - 2                 | 2 - 2  | Rapid Vienne   | 104 |
| 105 | Seizième de finale | Glasgow Rangers | 0 - 0 | 0 - 0 4 - 3 aux t.a.b | 0 - 0  | Paris SG       | 106 |

* Victoire 0-3 sur tapis vert ; à la 118e minute après prolongation, le PSG menait 0-1 sur le terrain ; la fin de match a été perturbée par un problème d'éclairage du stade de Bucarest.

#### 2002-2003
Coupe UEFA :
|     | Tour               | Club              | Aller | Total  | Retour | Club            |     |
| --- | ------------------ | ----------------- | ----- | ------ | ------ | --------------- | --- |
| 107 | Premier tour       | Paris SG          | 3 - 0 | 4 - 0  | 1 - 0  | Újpest Budapest | 108 |
| 109 | Deuxième tour      | National Bucarest | 0 - 2 | 0 - 3  | 0 - 1  | Paris SG        | 110 |
| 111 | Seizième de finale | Paris SG          | 2 - 1 | 2 - 2E | 0 - 1  | Boavista Porto  | 112 |

#### 2004-2005
Ligue des champions :
|     | Tour             | Club        | Aller | Total | Retour | Club     |     |
| --- | ---------------- | ----------- | ----- | ----- | ------ | -------- | --- |
| 113 | Groupe H : J1/J5 | Paris SG    | 0 - 3 | 0 - 3 | 0 - 0  | Chelsea  | 114 |
| 115 | Groupe H : J2/J6 | CSKA Moscou | 2 - 0 | 5 - 1 | 3 - 1  | Paris SG | 116 |
| 117 | Groupe H : J3/J4 | Paris SG    | 2 - 0 | 2 - 0 | 0 - 0  | FC Porto | 118 |

#### 2006-2007

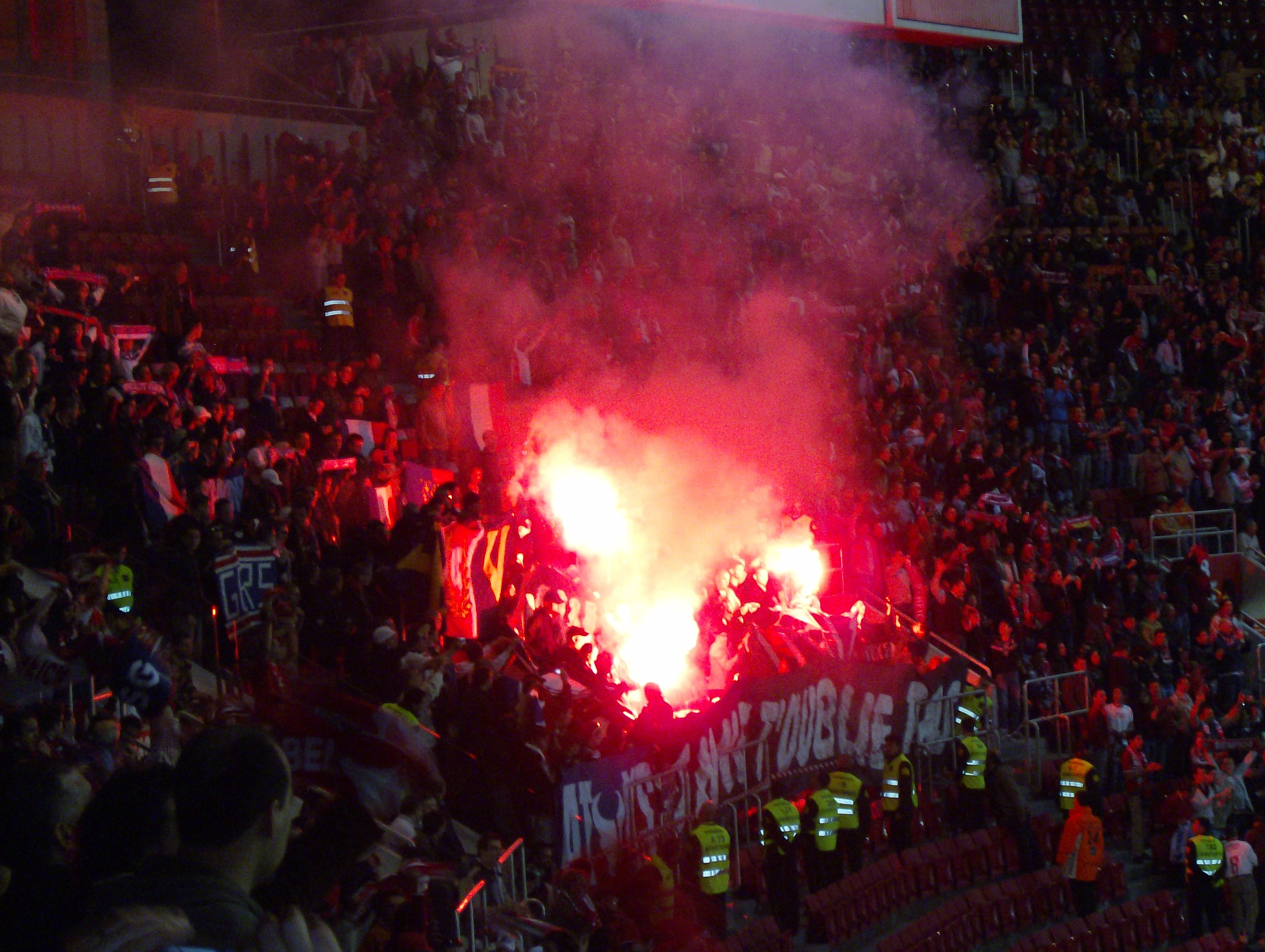
2007 — SL Benfica – PSG (3-1). Parcage parisien lors du 1/8e de finale retour de Coupe UEFA.

Coupe UEFA :
|     | Tour               | Club              | Aller | Total | Retour | Club             |     |
| --- | ------------------ | ----------------- | ----- | ----- | ------ | ---------------- | --- |
| 119 | Premier tour       | Derry City FC     | 0 - 0 | 0 - 2 | 0 - 2  | Paris SG         | 120 |
| 121 | Groupe G : J1      | Rapid Bucarest    | NI    | 0 - 0 | NI     | Paris SG         |     |
| 122 | Groupe G : J3      | Paris SG          | NI    | 2 - 4 | NI     | Hapoël Tel-Aviv  |     |
| 123 | Groupe G : J4      | FK Mladá Boleslav | NI    | 0 - 0 | NI     | Paris SG         |     |
| 124 | Groupe G : J5      | Paris SG          | NI    | 4 - 0 | NI     | Panathinaïkos    |     |
| 125 | Seizième de finale | AEK Athènes       | 0 - 2 | 0 - 4 | 0 - 2  | Paris SG         | 126 |
| 127 | Huitième de finale | Paris SG          | 2 - 1 | 3 - 4 | 1 - 3  | Benfica Lisbonne | 128 |

#### 2008-2009

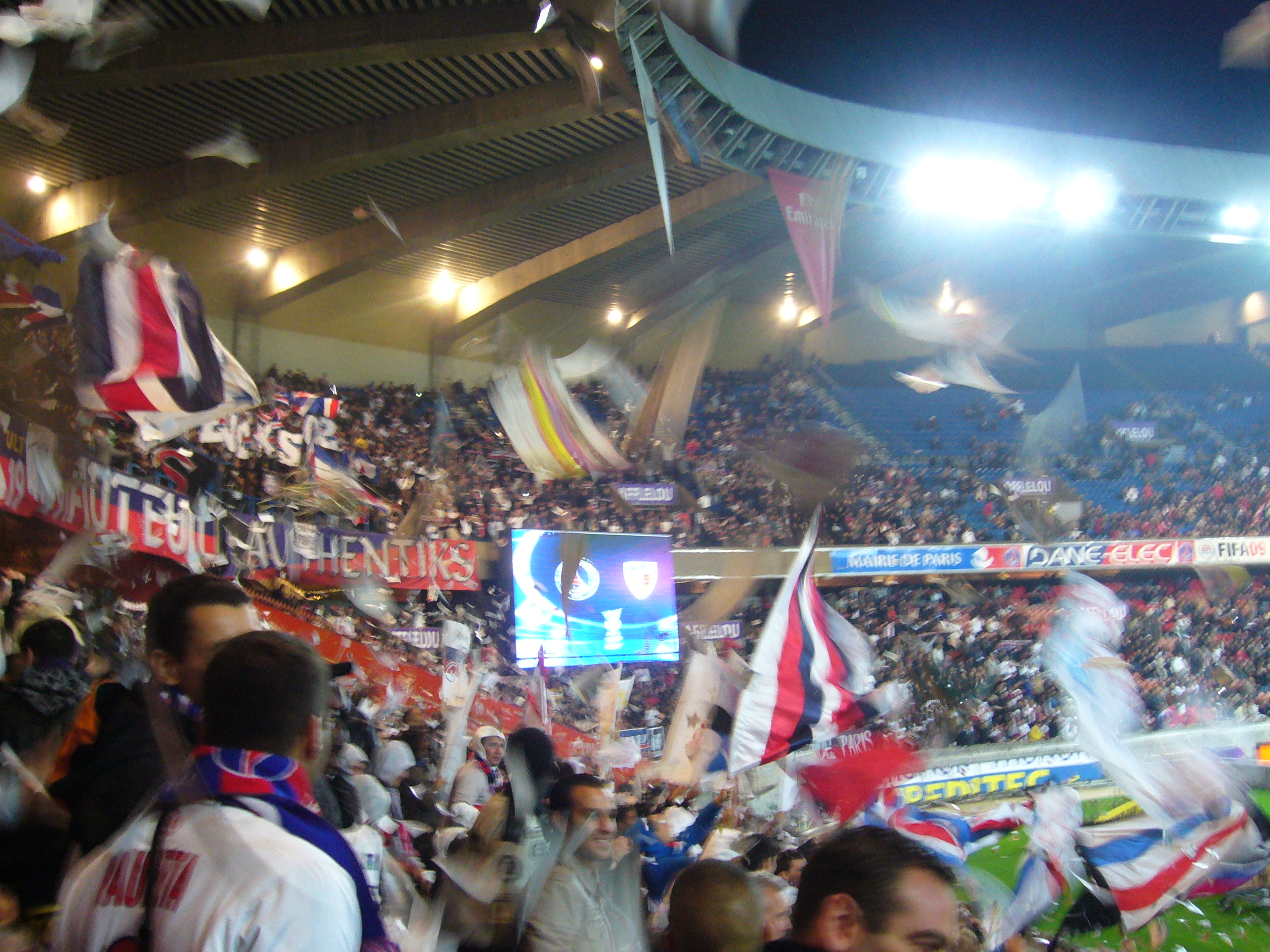
2008 — PSG vs Kayserispor (0-0) Supporters parisiens dans le virage Auteuil lors du 1er tour de Coupe UEFA.

Coupe UEFA :
|     | Tour               | Club            | Aller | Total | Retour | Club             |     |
| --- | ------------------ | --------------- | ----- | ----- | ------ | ---------------- | --- |
| 129 | Premier tour       | Kayserispor     | 1 - 2 | 1 - 2 | 0 - 0  | Paris SG         | 130 |
| 131 | Groupe A : J1      | Schalke 04      | NI    | 3 - 1 | NI     | Paris SG         |     |
| 132 | Groupe A : J3      | Paris SG        | NI    | 2 - 2 | NI     | Racing Santander |     |
| 133 | Groupe A : J4      | Manchester City | NI    | 0 - 0 | NI     | Paris SG         |     |
| 134 | Groupe A : J5      | Paris SG        | NI    | 4 - 0 | NI     | FC Twente        |     |
| 135 | Seizième de finale | Paris SG        | 2 - 0 | 5 - 1 | 3 - 1  | VfL Wolfsburg    | 136 |
| 137 | Huitième de finale | Paris SG        | 0 - 0 | 1 - 0 | 1 - 0  | Sporting Braga   | 138 |
| 139 | Quart de finale    | Paris SG        | 0 - 0 | 0 - 3 | 0 - 3  | Dynamo Kiev      | 140 |

### Années 2010

#### 2010-2011

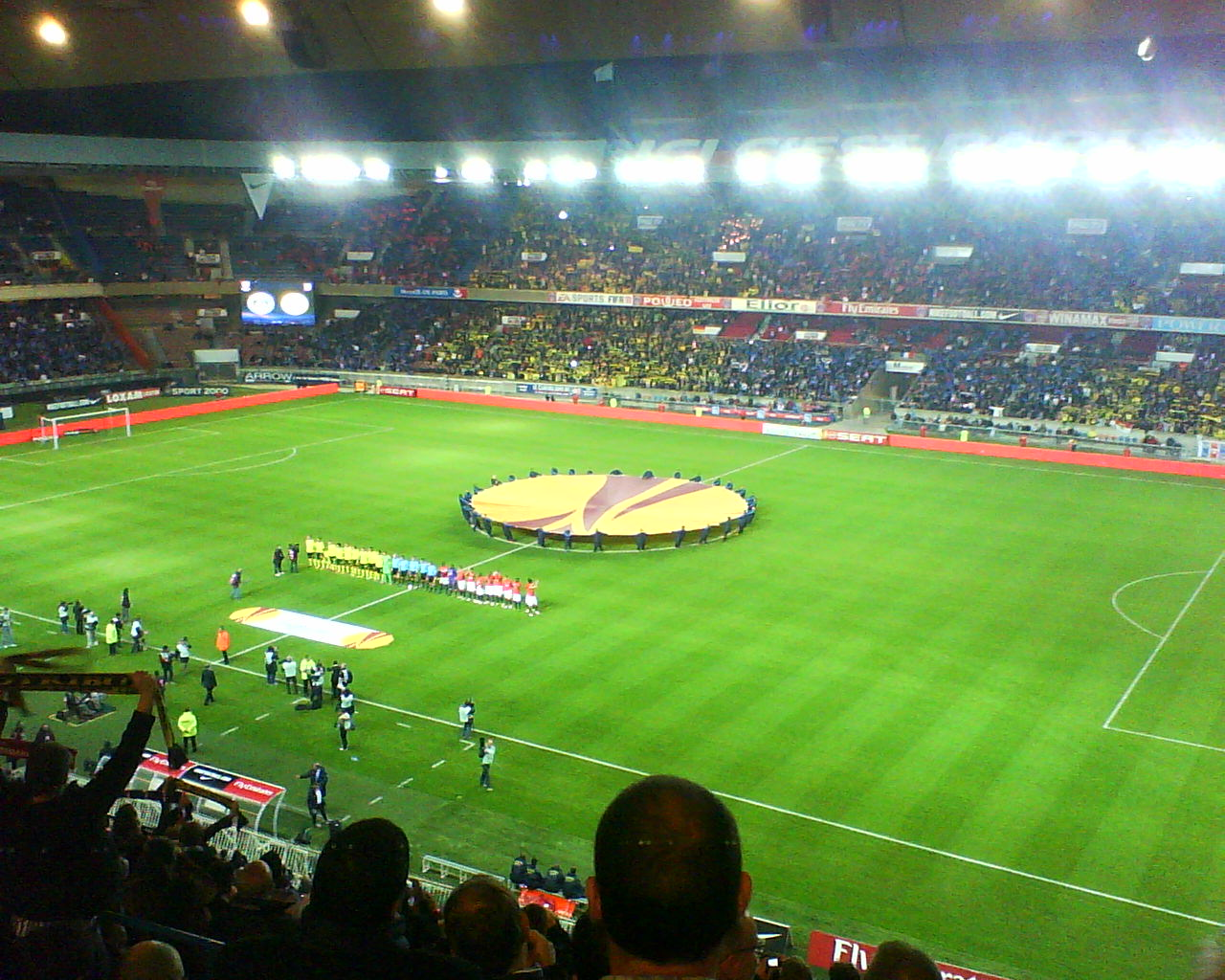
2010 — PSG vs Dortmund (0-0)
4e journée de Ligue Europa au Parc des Princes.

Ligue Europa :
|     | Tour               | Club              | Aller | Total  | Retour | Club             |     |
| --- | ------------------ | ----------------- | ----- | ------ | ------ | ---------------- | --- |
| 141 | Barrages           | Paris SG          | 2 - 0 | 5 - 4  | 3 - 4  | Maccabi Tel-Aviv | 142 |
| 143 | Groupe J : J1/J5   | FC Séville        | 0 - 1 | 2 - 5  | 2 - 4  | Paris SG         | 147 |
| 144 | Groupe J : J2/J6   | Paris SG          | 2 - 0 | 3 - 1  | 1 - 1  | Karpaty Lviv     | 148 |
| 145 | Groupe J : J3/J4   | Borussia Dortmund | 1 - 1 | 1 - 1  | 0 - 0  | Paris SG         | 146 |
| 149 | Seizième de finale | BATE Borissov     | 2 - 2 | 2 - 2E | 0 - 0  | Paris SG         | 150 |
| 151 | Huitième de finale | Benfica Lisbonne  | 2 - 1 | 3 - 2  | 1 - 1  | Paris SG         | 152 |

#### 2011-2012

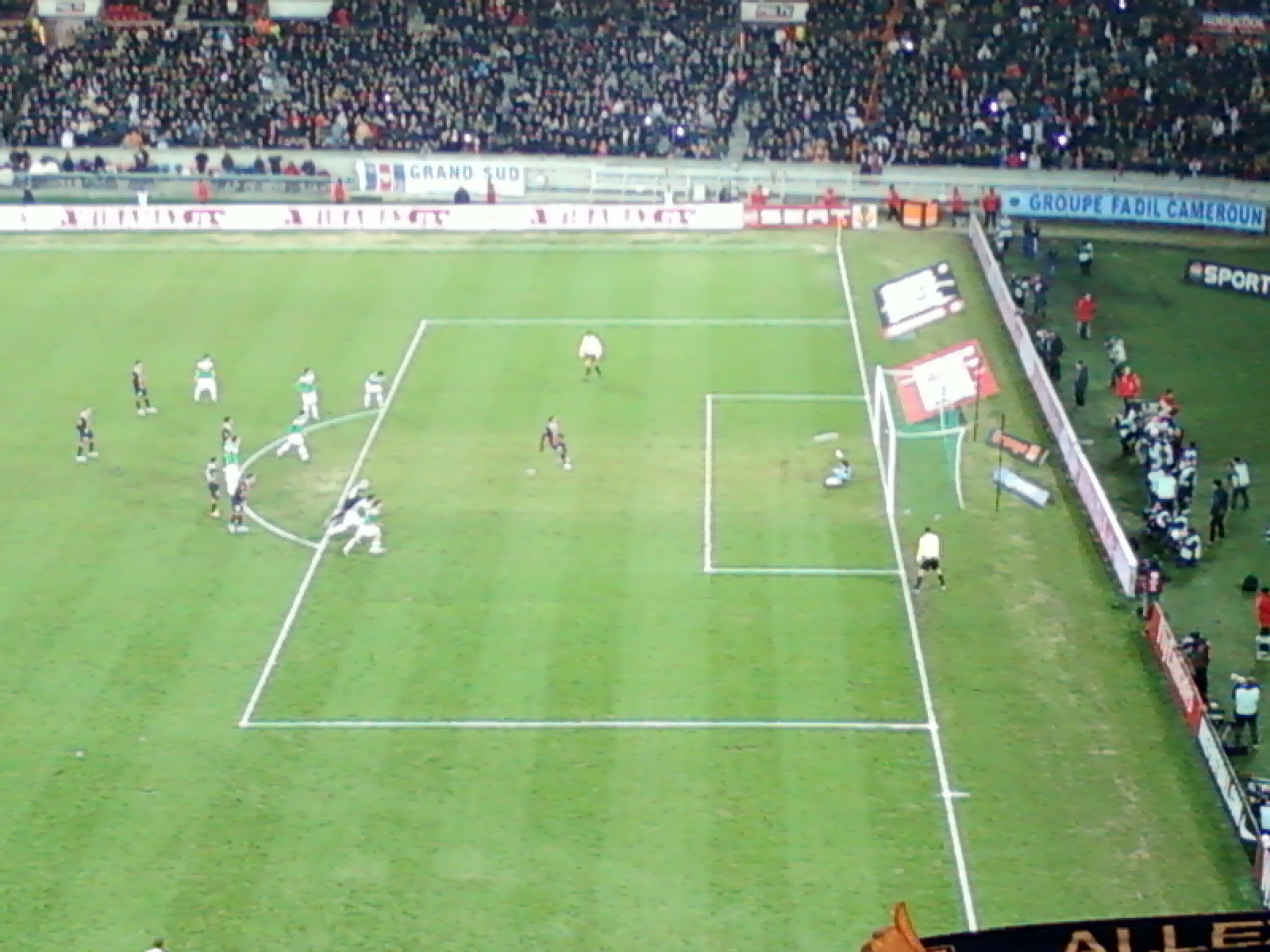
2011 — PSG vs Ath. Bilbao (4-2)
6e journée de Ligue Europa au Parc des Princes.

Ligue Europa :
|     | Tour                              | Club              | Aller | Total | Retour | Club               |     |
| --- | --------------------------------- | ----------------- | ----- | ----- | ------ | ------------------ | --- |
| 153 | Barrages                          | Differdange 03    | 0 - 4 | 0 - 6 | 0 - 2  | Paris SG           | 154 |
| 155 | Phase de poules, groupe F : J1/J5 | Paris SG          | 3 - 1 | 3 - 3 | 0 - 2  | Red Bull Salzbourg | 159 |
| 156 | Phase de poules, groupe F : J2/J6 | Athletic Bilbao   | 2 - 0 | 4 - 4 | 2 - 4  | Paris SG           | 160 |
| 157 | Phase de poules, groupe F : J3/J4 | Slovan Bratislava | 0 - 0 | 0 - 1 | 0 - 1  | Paris SG           | 158 |

#### 2012-2013

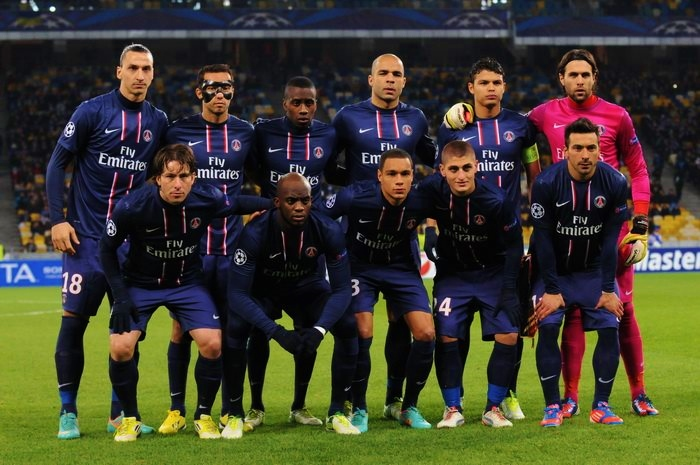
2012 — Dynamo Kiev vs PSG (0-2) L'équipe du PSG alignée à Kiev lors de la 5e journée du groupe A.

Ligue des champions :
|     | Tour               | Club          | Aller | Total  | Retour | Club         |     |
| --- | ------------------ | ------------- | ----- | ------ | ------ | ------------ | --- |
| 161 | Groupe A : J1/J5   | Paris SG      | 4 - 1 |        | 2 - 0  | Dynamo Kiev  | 165 |
| 162 | Groupe A : J2/J6   | FC Porto      | 1 - 0 |        | 1 - 2  | Paris SG     | 166 |
| 163 | Groupe A : J3/J4   | Dinamo Zagreb | 0 - 2 |        | 0 - 4  | Paris SG     | 164 |
| 167 | Huitième de finale | Valence CF    | 1 - 2 | 2 - 3  | 1 - 1  | Paris SG     | 168 |
| 169 | Quart de finale    | Paris SG      | 2 - 2 | 3 - 3E | 1 - 1  | FC Barcelone | 170 |

#### 2013-2014

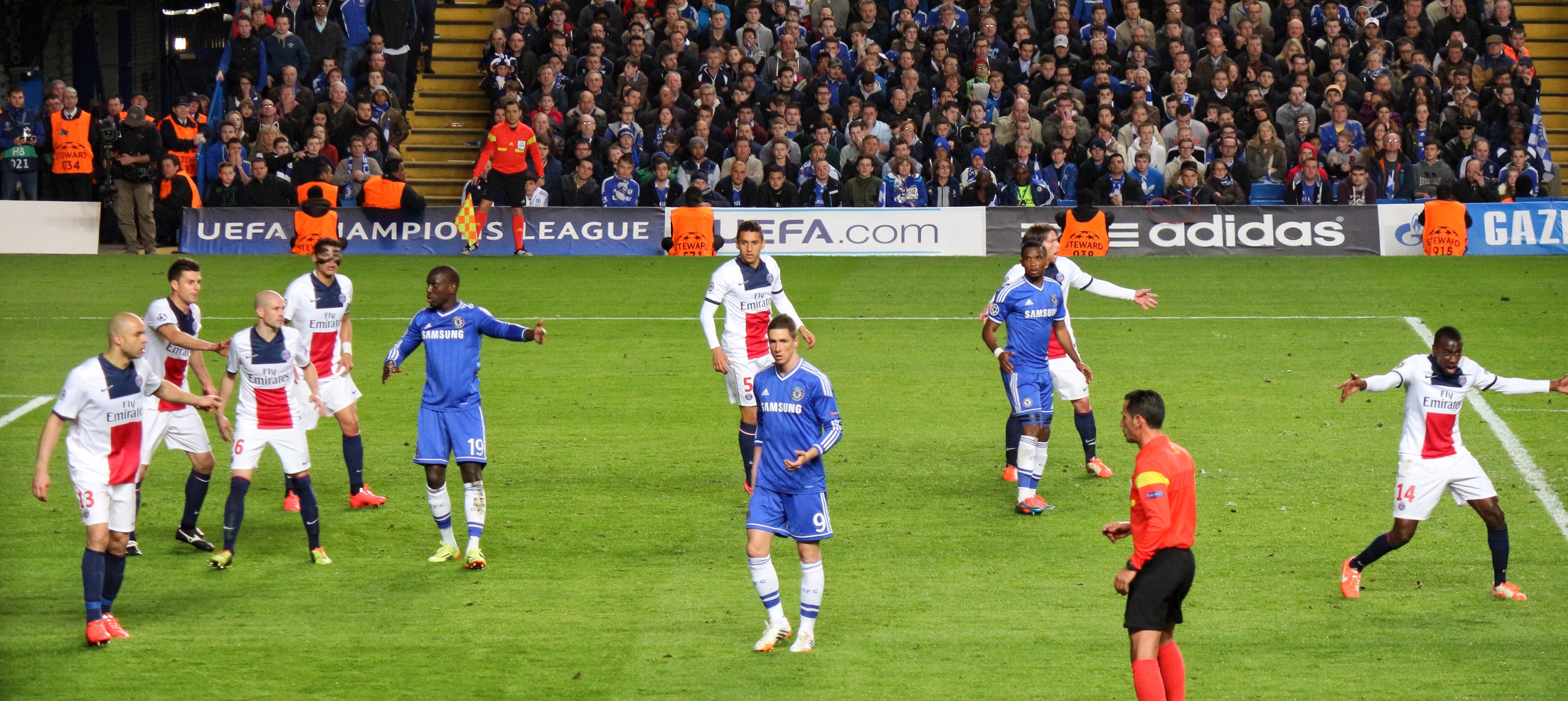
2014 — Chelsea FC vs PSG (2-0), 1/4e de finale retour à Stamford Bridge.

Ligue des champions :
|     | Tour               | Club             | Aller | Total  | Retour | Club             |     |
| --- | ------------------ | ---------------- | ----- | ------ | ------ | ---------------- | --- |
| 171 | Groupe C : J1/J5   | Olympiakos       | 1 - 4 |        | 1 - 2  | Paris SG         | 175 |
| 172 | Groupe C : J2/J6   | Paris SG         | 3 - 0 |        | 1 - 2  | Benfica Lisbonne | 176 |
| 173 | Groupe C : J3/J4   | Anderlecht       | 0 - 5 |        | 1 - 1  | Paris SG         | 174 |
| 177 | Huitième de finale | Bayer Leverkusen | 0 - 4 | 1 - 6  | 1 - 2  | Paris SG         | 178 |
| 179 | Quart de finale    | Paris SG         | 3 - 1 | 3 - 3E | 0 - 2  | Chelsea          | 180 |

#### 2014-2015

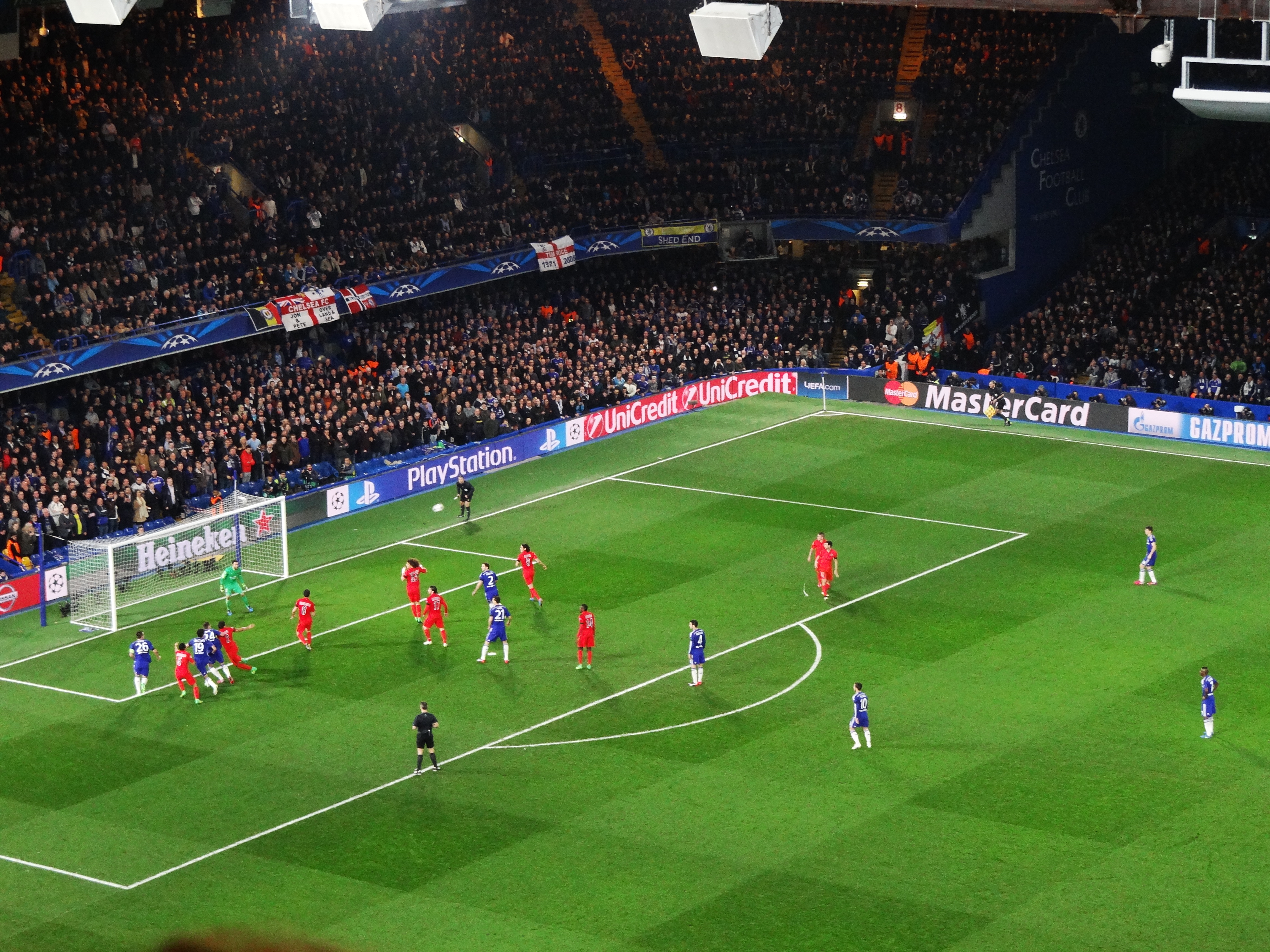
2015 — Chelsea FC vs PSG (2-2), 1/8e de finale retour à Stamford Bridge.

Ligue des champions :
|     | Tour               | Club           | Aller | Total  | Retour  | Club         |     |
| --- | ------------------ | -------------- | ----- | ------ | ------- | ------------ | --- |
| 181 | Groupe F : J1/J5   | Ajax Amsterdam | 1 - 1 |        | 1 - 3   | Paris SG     | 185 |
| 182 | Groupe F : J2/J6   | Paris SG       | 3 - 2 |        | 1 - 3   | FC Barcelone | 186 |
| 183 | Groupe F : J3/J4   | APOEL Nicosie  | 0 - 1 |        | 0 - 1   | Paris SG     | 184 |
| 187 | Huitième de finale | Paris SG       | 1 - 1 | 3E - 3 | 2 - 2ap | Chelsea      | 188 |
| 189 | Quart de finale    | Paris SG       | 1 - 3 | 1 - 5  | 0 - 2   | FC Barcelone | 190 |

#### 2015-2016

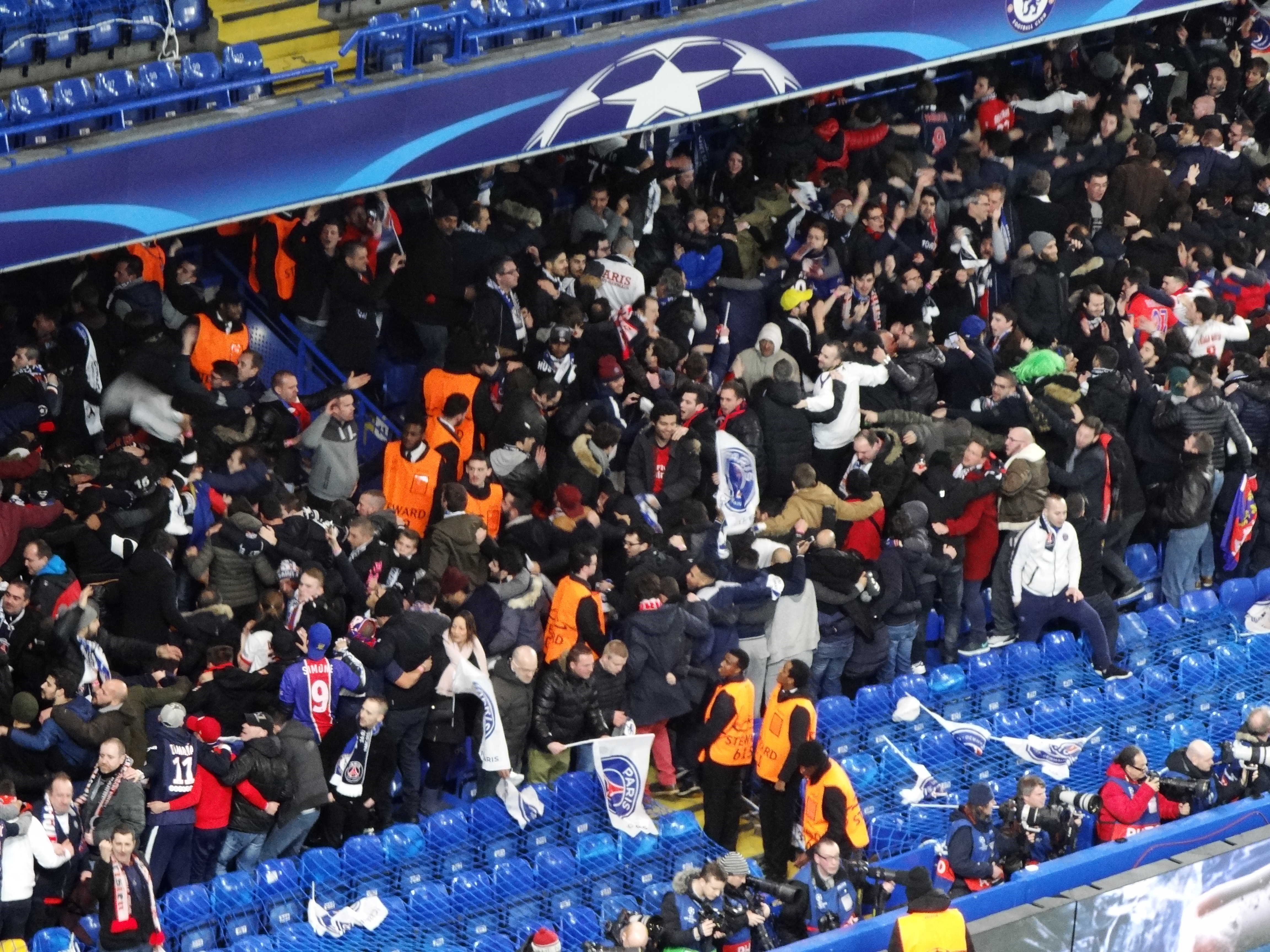
2016 — Chelsea FC vs PSG (1-2). Supporters parisiens fêtant le second but d'Ibrahimović lors du 1/8e de finale retour à Stamford Bridge.

Ligue des champions :
|     | Tour               | Club             | Aller | Total | Retour | Club            |     |
| --- | ------------------ | ---------------- | ----- | ----- | ------ | --------------- | --- |
| 191 | Groupe A : J1/J5   | Paris SG         | 2 - 0 |       | 5 - 0  | Malmö FF        | 195 |
| 192 | Groupe A : J2/J6   | Chakhtar Donetsk | 0 - 3 |       | 0 - 2  | Paris SG        | 196 |
| 193 | Groupe A : J3/J4   | Paris SG         | 0 - 0 |       | 0 - 1  | Real Madrid CF  | 194 |
| 197 | Huitième de finale | Paris SG         | 2 - 1 | 4 - 2 | 2 - 1  | Chelsea         | 198 |
| 199 | Quart de finale    | Paris SG         | 2 - 2 | 2 - 3 | 0 - 1  | Manchester City | 200 |

#### 2016-2017
Ligue des champions :
|     | Tour               | Club               | Aller | Total | Retour | Club         |     |
| --- | ------------------ | ------------------ | ----- | ----- | ------ | ------------ | --- |
| 201 | Groupe A : J1/J5   | Paris SG           | 1 - 1 |       | 2 - 2  | Arsenal      | 205 |
| 202 | Groupe A : J2/J6   | Ludogorets Razgrad | 1 - 3 |       | 2 - 2  | Paris SG     | 206 |
| 203 | Groupe A : J3/J4   | Paris SG           | 3 - 0 |       | 2 - 1  | FC Bâle      | 204 |
| 207 | Huitième de finale | Paris SG           | 4 - 0 | 5 - 6 | 1 - 6  | FC Barcelone | 208 |

#### 2017-2018
Ligue des champions :
|     | Tour               | Club           | Aller | Total | Retour | Club          |     |
| --- | ------------------ | -------------- | ----- | ----- | ------ | ------------- | --- |
| 209 | Groupe B : J1/J5   | Celtic Glasgow | 0 - 5 |       | 1 - 7  | Paris SG      | 213 |
| 210 | Groupe B : J2/J6   | Paris SG       | 3 - 0 |       | 1 - 3  | Bayern Munich | 214 |
| 211 | Groupe B : J3/J4   | Anderlecht     | 0 - 4 |       | 0 - 5  | Paris SG      | 212 |
| 215 | Huitième de finale | Real Madrid    | 3 - 1 | 5 - 2 | 2 - 1  | Paris SG      | 216 |

#### 2018-2019
Ligue des champions :
|     | Tour               | Club              | Aller | Total | Retour | Club                  |     |
| --- | ------------------ | ----------------- | ----- | ----- | ------ | --------------------- | --- |
| 217 | Groupe C : J1/J5   | Liverpool FC      | 3 - 2 |       | 1 - 2  | Paris SG              | 221 |
| 218 | Groupe C : J2/J6   | Paris SG          | 6 - 1 |       | 4 - 1  | Étoile rouge Belgrade | 222 |
| 219 | Groupe C : J3/J4   | Paris SG          | 2 - 2 |       | 1 - 1  | SSC Naples            | 220 |
| 223 | Huitième de finale | Manchester United | 0 - 2 | 3 - 3 | 3 - 1  | Paris SG              | 224 |

#### 2019-2020
Ligue des champions :
|     | Tour               | Club              | Aller | Total | Retour | Club          |     |
| --- | ------------------ | ----------------- | ----- | ----- | ------ | ------------- | --- |
| 225 | Groupe A : J1/J5   | Paris SG          | 3 - 0 |       | 2 - 2  | Real Madrid   | 229 |
| 226 | Groupe A : J2/J6   | Galatasaray       | 0 - 1 |       | 0 - 5  | Paris SG      | 230 |
| 227 | Groupe A : J3/J4   | Club Bruges       | 0 - 5 |       | 0 - 1  | Paris SG      | 228 |
| 231 | Huitième de finale | Borussia Dortmund | 2 - 1 | 2 - 3 | 0 - 2  | Paris SG      | 232 |
| 233 | Quart de finale    | Atalanta Bergame  |       | 1 - 2 |        | Paris SG      |     |
| 234 | Demi-finale        | RB Leipzig        |       | 0 - 3 |        | Paris SG      |     |
| 235 | Finale             | Paris SG          |       | 0 - 1 |        | Bayern Munich |     |

### Années 2020

#### 2020-2021
Ligue des champions :
|     | Tour               | Club                | Aller | Total | Retour | Club              |     |
| --- | ------------------ | ------------------- | ----- | ----- | ------ | ----------------- | --- |
| 236 | Groupe H : J1/J5   | Paris SG            | 1 - 2 |       | 3 - 1  | Manchester United | 240 |
| 237 | Groupe H : J2/J6   | Istanbul Başakşehir | 0 - 2 |       | 1 - 5  | Paris SG          | 241 |
| 238 | Groupe H : J3/J4   | RB Leipzig          | 2 - 1 |       | 0 - 1  | Paris SG          | 239 |
| 242 | Huitième de finale | FC Barcelone        | 1 - 4 | 2 - 5 | 1 - 1  | Paris SG          | 243 |
| 244 | Quart de finale    | Bayern Munich       | 2 - 3 | 3 - 3 | 1 - 0  | Paris SG          | 245 |
| 246 | Demi-finale        | Paris SG            | 1 - 2 | 1 - 4 | 0 - 2  | Manchester City   | 247 |

#### 2021-2022
Ligue des champions :
|     | Tour               | Club        | Aller | Total | Retour | Club            |     |
| --- | ------------------ | ----------- | ----- | ----- | ------ | --------------- | --- |
| 248 | Groupe A : J1/J6   | Club Bruges | 1 - 1 |       | 1 - 4  | Paris SG        | 253 |
| 249 | Groupe A : J2/J5   | Paris SG    | 2 - 0 |       | 1 - 2  | Manchester City | 252 |
| 250 | Groupe A : J3/J4   | Paris SG    | 3 - 2 |       | 2 - 2  | RB Leipzig      | 251 |
| 254 | Huitième de finale | Paris SG    | 1 - 0 | 2 - 3 | 1 - 3  | Real Madrid     | 255 |

#### 2022-2023
Ligue des champions :
|     | Tour               | Club             | Aller | Total | Retour | Club          |     |
| --- | ------------------ | ---------------- | ----- | ----- | ------ | ------------- | --- |
| 256 | Groupe H : J1/J6   | Paris SG         | 2 - 1 |       | 2 - 1  | Juventus FC   | 261 |
| 257 | Groupe H : J2/J5   | Maccabi Haïfa    | 1 - 3 |       | 2 - 7  | Paris SG      | 260 |
| 258 | Groupe H : J3/J4   | Benfica Lisbonne | 1 - 1 |       | 1 - 1  | Paris SG      | 259 |
| 262 | Huitième de finale | Paris SG         | 0 - 1 | 0 - 3 | 0 - 2  | Bayern Munich | 263 |

#### 2023-2024
Ligue des champions :
|     | Tour               | Club              | Aller | Total | Retour | Club              |     |
| --- | ------------------ | ----------------- | ----- | ----- | ------ | ----------------- | --- |
| 264 | Groupe F : J1/J6   | Paris SG          | 2 - 0 |       | 1 - 1  | Borussia Dortmund | 269 |
| 265 | Groupe F : J2/J5   | Newcastle United  | 4 - 1 |       | 1 - 1  | Paris SG          | 268 |
| 266 | Groupe F : J3/J4   | Paris SG          | 3 - 0 |       | 1 - 2  | AC Milan          | 267 |
| 270 | Huitième de finale | Paris SG          | 2 - 0 | 4 - 1 | 2 - 1  | Real Sociedad     | 271 |
| 272 | Quart de finale    | Paris SG          | 2 - 3 | 6 - 4 | 4 - 1  | FC Barcelone      | 273 |
| 274 | Demi-finale        | Borussia Dortmund | 1 - 0 | 2 - 0 | 1 - 0  | Paris SG          | 275 |

#### 2024-2025
Ligue des champions :
|     | Tour               | Club              | Aller | Total            | Retour  | Club            |     |
| --- | ------------------ | ----------------- | ----- | ---------------- | ------- | --------------- | --- |
| 276 | Phase de ligue     | Paris SG          |       | 1 - 0            |         | Girona FC       |     |
| 277 | Phase de ligue     | Arsenal FC        |       | 2 - 0            |         | Paris SG        |     |
| 278 | Phase de ligue     | Paris SG          |       | 1 - 1            |         | PSV Eindhoven   |     |
| 279 | Phase de ligue     | Paris SG          |       | 1 - 2            |         | Atlético Madrid |     |
| 280 | Phase de ligue     | Bayern Munich     |       | 1 - 0            |         | Paris SG        |     |
| 281 | Phase de ligue     | RB Salzbourg      |       | 0 - 3            |         | Paris SG        |     |
| 282 | Phase de ligue     | Paris SG          |       | 4 - 2            |         | Manchester City |     |
| 283 | Phase de ligue     | VfB Stuttgart     |       | 1 - 4            |         | Paris SG        |     |
| 284 | Barrages           | Stade brestois 29 | 0 - 3 | 0 - 10           | 0 - 7   | Paris SG        | 285 |
| 286 | Huitième de finale | Paris SG          | 0 - 1 | 1 - 1 (4 - 1)tab | 1 - 0ap | Liverpool FC    | 287 |
| 288 | Quart de finale    | Paris SG          | 3 - 1 | 5 - 4            | 2 - 3   | Aston Villa     | 289 |
| 290 | Demi-finale        | Arsenal FC        | 0 - 1 | 1 - 3            | 1 - 2   | Paris SG        | 291 |
| 292 | Finale             | Paris SG          |       | 5 - 0            |         | Inter Milan     |     |

Coupe du monde des clubs :
|     | Tour               | Club                | Score | Club            |  |
| --- | ------------------ | ------------------- | ----- | --------------- |  |
| 293 | Phase de groupe    | Paris SG            | 4 - 0 | Atlético Madrid |  |
| 294 | Phase de groupe    | Paris SG            | 0 - 1 | Botafogo FR     |  |
| 295 | Phase de groupe    | Sounders de Seattle | 0 - 2 | Paris SG        |  |
| 296 | Huitième de finale | Paris SG            | 4 - 0 | Inter Miami     |  |
| 297 | Quart de finale    | Paris SG            | 2 - 0 | Bayern Munich   |  |
| 298 | Demi-finale        | Paris SG            | 4 - 0 | Real Madrid     |  |
| 299 | Finale             | Chelsea FC          | 3 - 0 | Paris SG        |  |

#### 2025-2026
Supercoupe de l'UEFA :
|     | Tour   | Club     | Score            | Club              |  |
| --- | ------ | -------- | ---------------- | ----------------- |  |
| 300 | Finale | Paris SG | 2 - 2 (4 - 3)tab | Tottenham Hotspur |  |

Ligue des champions :
Coupe intercontinentale :
|     | Tour   | Club     | Score | Club |  |
| --- | ------ | -------- | ----- | ---- |  |
| ??? | Finale | Paris SG | -     |      |  |